# Nikodimos Kabarnos
Archimandriet Nikodimos Kabarnos (Grieks: Νικόδημος Καβαρνός) (Plomári (Lesbos), 14 mei 1980) is een Grieks-orthodoxe priester en zanger (cantor) die bekend is om zijn optredens, onderricht en regisseren van Byzantijnse muziek.

## Jeugd
Nikodimos Kabarnos werd geboren in Plomári: een dorp aan de zuidkust van het Griekse eiland Lesbos. Hij was de eerstgeborene in een groot Grieks gezin en groeide op in Mytilini, waar hij in een middelbare school studeerde. Voorts volgde hij een opleiding "Byzantijnse muziek" bij een leidinggevende cantor: George Michalis.
Reeds op dertienjarige leeftijd was Kabarnos een uitmuntend vocalist. Toen hij 15 jaar was, ontving hij van het Griekse Ministerie van Onderwijs een onderscheiding voor zijn opvoeringen van sacrale Byzantijnse gezangen. Later verhuisde hij naar de stad Athene.

## Onderwijs
Nikodimos Kabarnos studeerde theologie aan:
- de Kerkelijke Hogeschool van Athene,
- de Universiteit van Athene.

Daarna studeerde hij muziektechnologie aan de sectie Muziektechnologie en -instrumenten van het Technologisch Onderwijsinstituut der Ionische Eilanden.
Deze opleiding werd in de Griekse hoofdstad aangevuld met een studie "regie" evenals "geluidstechniek en -technologie" aan de Concert Hall Studio en het Technisch College.
Anno 2014 promoveerde Kabarnos in het Pauselijk Oriëntaals Instituut in Rome voor het vak "Religieuze Communicatie". 
Hij behaalde diploma's in:
- de Byzantijnse muziek, en
- de theorie van de Europese muziek: consonantie, contrapunt en compositie.

## Priesterschap
Op 27 januari 2009 werd Nikodimos Kabarnos diaken gewijd. Een week later, op 2 februari, werd hij priester gewijd en kreeg hij ook de titel van archimandriet. 
Aanvankelijk vervulde hij zijn taak als priester in de Agios Georgios-kerk in Athene. Anno 2023 is hij pastoor en tevens overste in de Heilige Hemelvaartkerk in Neos Kosmos (Athene).

## Leraar en koorleider
Reeds op 20-jarige  leeftijd, richtte Nikodimos Kabarnos een Byzantijnse muziekschool op waar hij meer dan tweehonderd studenten opleidde. In deze school selecteerde hij leerlingen met wie hij een Byzantijns muziekkoor creëerde dat uit ongeveer 40 personen bestond.
Kabarnos doceerde ook Byzantijnse muziek aan de volgende onderwijsinrichtingen:
- Universiteit van Athene,
- Pauselijke Universiteit Gregoriana,
- Universiteit van Perugia,
- Pauselijk Grieks College in Rome.